# 拉隆德
拉隆德（法語：La Londe，法語發音：[la lɔ̃d]）是法国滨海塞纳省的一个市镇，属于鲁昂区。

## 地理
拉隆德（49°18'22"N, 0°57'11"E）面积30.98 平方千米，位于法国诺曼底大区滨海塞纳省，该省份为法国北部沿海省份，其西部及北部濒大西洋英吉利海峡，东起顺时针与索姆省、瓦兹省、厄尔省和卡爾瓦多斯省接壤。
与拉隆德接壤的市镇（或旧市镇、城区）包括：博古埃、大布特鲁尔德、圣旺德图贝维尔、圣旺迪蒂约勒、埃尔伯夫、大库罗讷、穆利诺、奥里瓦勒、博鲁穆瓦。

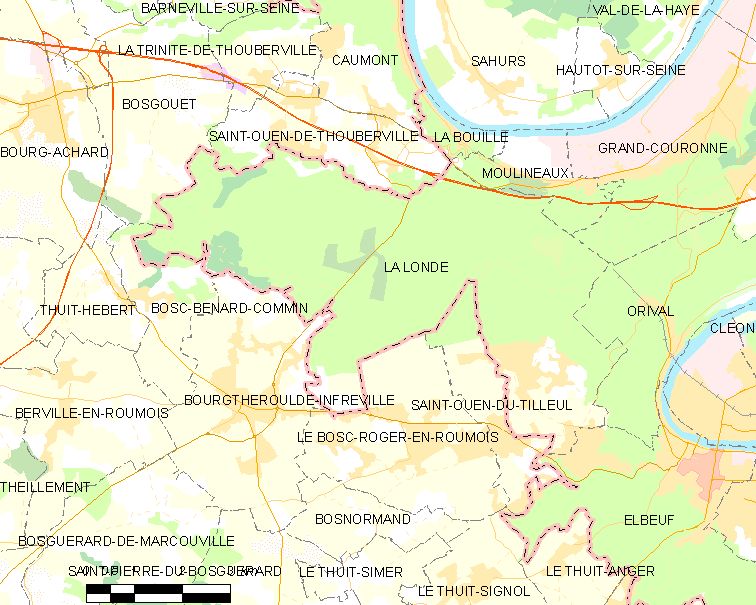
拉隆德的OSM定位图

拉隆德的时区为UTC+01:00、UTC+02:00（夏令时）。

## 行政
拉隆德的邮政编码为76500，INSEE市镇编码为76391。

## 政治
拉隆德所属的省级选区为埃尔伯夫县。

## 人口

1962-2008年间拉隆德人口变化图示

拉隆德于2022年1月1日时的人口数量为2367人。